# オン・ア・フル・ムーン…
『オン・ア・フル・ムーン…』（On A Full Moon…）はアメリカ合衆国のロックバンド、ボン・ジョヴィのキーボーディストデヴィッド・ブライアンが1994年に発売したソロ1枚目のスタジオ・アルバム。

## 概要
ボン・ジョヴィとはサウンドが全く異なり、本作は全編デヴィッドのピアノによるインストゥルメンタルである（「ネザーワールド・ワルツ」のみバンド演奏である）。

## 曲目
1. アウェイクニング - Awakening
2. イッツ・ア・ロング・ロード - It's A Long Road
3. オン・ア・フル・ムーン - On A Full Moon
4. エイプリル - April
5. キッスド・バイ・アン・エンジェル - Kissed By An Angel
6. エンドレス・ホライゾン（ア・デディケイション・トゥ・ホロウィッツ）- Endless Horison（A Dedicated To Horowitz）
7. イン・ジーズ・アームズ - In These Arms
8. ララバイ・フォー・トゥー・ムーンズ - Lullaby For Two Moons
9. インターリュード - Interlude
10. ミッドナイト・ヴードゥー - Midnight Voodoo
11. ルーム・フル・オブ・ブルース - Room Full Of Blues
12. ヒアー・アワー・プレイヤー - Hear Our Prayer
13. サマー・オブ・ドリームス - Summer Of Dreams
14. アップ・ザ・リヴァー - Up The River
15. ネザーワールド・ワルツ - Netherworld Waltz